# Marius (film, 2013)
Pour les articles homonymes, voir Marius.
Série
Fanny
(2013)
Pour plus de détails, voir Fiche technique et Distribution.
Marius est un film français réalisé par Daniel Auteuil, sorti en 2013. C'est l'adaptation cinématographique de Marius, la première pièce de théâtre de la trilogie marseillaise de Marcel Pagnol.
Le film est sorti en juillet 2013 en France, le même jour que Fanny, adaptation de la seconde pièce de la trilogie marseillaise de Marcel Pagnol.

## Synopsis
Dans le Vieux-Port de Marseille, César tient le bar de la Marine, avec son fils Marius. Cependant, le jeune homme rêve d'embarquer sur l'un des bateaux, qui passent devant le bar, pour partir vers des pays lointains. Fanny, une jeune et jolie marchande de coquillages, est secrètement amoureuse de Marius depuis des années. Ce dernier est lui aussi épris de la jeune femme, mais n'a jamais su lui avouer. Pour retenir Marius de ses envies de voyage, Fanny déclare son amour à Marius et le rend jaloux par Panisse un vieil ami de César, qui, bien que beaucoup plus âgé, courtise Fanny. Malgré son désir de partir, Marius renonce à ses projets et décide de choisir Fanny. Contre toute attente, Marius cède à l'appel de la mer et embarque avec l'aide de Fanny qui préfère le voir heureux loin d'elle plutôt qu'insatisfait auprès d'elle.

## Fiche technique
- Titre original : Marius
- Réalisation : Daniel Auteuil
- Scénario : Daniel Auteuil, d'après la pièce de théâtre Marius de Marcel Pagnol
- Musique : Alexandre Desplat
- Photographie : Jean-François Robin
- Montage : Joëlle Hache
- Décors : Christian Marti
- Costumes : Pierre-Yves Gayraud
- Production : Alain Sarde, Daniel Auteuil et Jérôme Seydoux
- Producteur associé : Julien Madon
- Sociétés de production : Les Films Alain Sarde et Pathé, en association avec la SOFICA Indéfilms 1
- Distribution : Pathé Distribution
- Genre : mélodrame
- Durée : 93 minutes
- Pays d'origine :  France
- Langue originale : français
- Date de sortie DVD : 13 novembre 2013
- Dates de sortie[1] :

 France : 10 juillet 2013
 Belgique : 9 octobre 2013

## Distribution
- Daniel Auteuil : César Olivier, patron du Bar de la Marine
- Raphaël Personnaz : Marius Olivier, son fils
- Victoire Bélézy : Fanny Cabanis, petite marchande de coquillages
- Marie-Anne Chazel : Honorine Cabanis, sa mère
- Jean-Pierre Darroussin : Honoré Panisse, maître voilier du Vieux-Port
- Georges Neri : Elzéar Panisse (frère ainé d'Honoré Panisse)
- Rufus : Piquoiseau
- Nicolas Vaude : Monsieur Brun
- Barbara Laurent : Madame Brun
- Daniel Russo : Félix Escartefigue
- Martine Diotalevi : Madame Escartefigue
- Jean-Louis Barcelona : Innocent Mangiapan (dit Frisepoulet), chauffeur du ferry-boat
- Roger Souza : le commis de maître Panisse
- Laurent Casanova : le pêcheur
- Charlie Nelson : Le second de La Malaisie
- Laurent Fernandez : Le premier marin du Coromandel
- Michel Ferracci : Le deuxième marin du Coromandel
- Frédéric Gérard : Amourdedieu
- Oumar Diaw : un poivrot

## Distinctions
- Prix Lumières 2014 : Meilleur espoir masculin pour Raphaël Personnaz

## LaTrilogie marseillaisede Daniel Auteuil
En 2013, les deux premiers opus de la Trilogie marseillaise sortent au cinéma en France, Marius et Fanny. Le dernier volet, César, n'est pas programmé à ce jour, et ne le sera sans doute jamais (Auteuil annonce en 2015 que « la trilogie Pagnol […] c'est fini. Je suis passé à autre chose »).